# Cantua quercifolia
Cantua quercifolia là một loài thực vật có hoa trong họ Polemoniaceae. Loài này được Juss. mô tả khoa học đầu tiên năm 1804.

## Hình ảnh

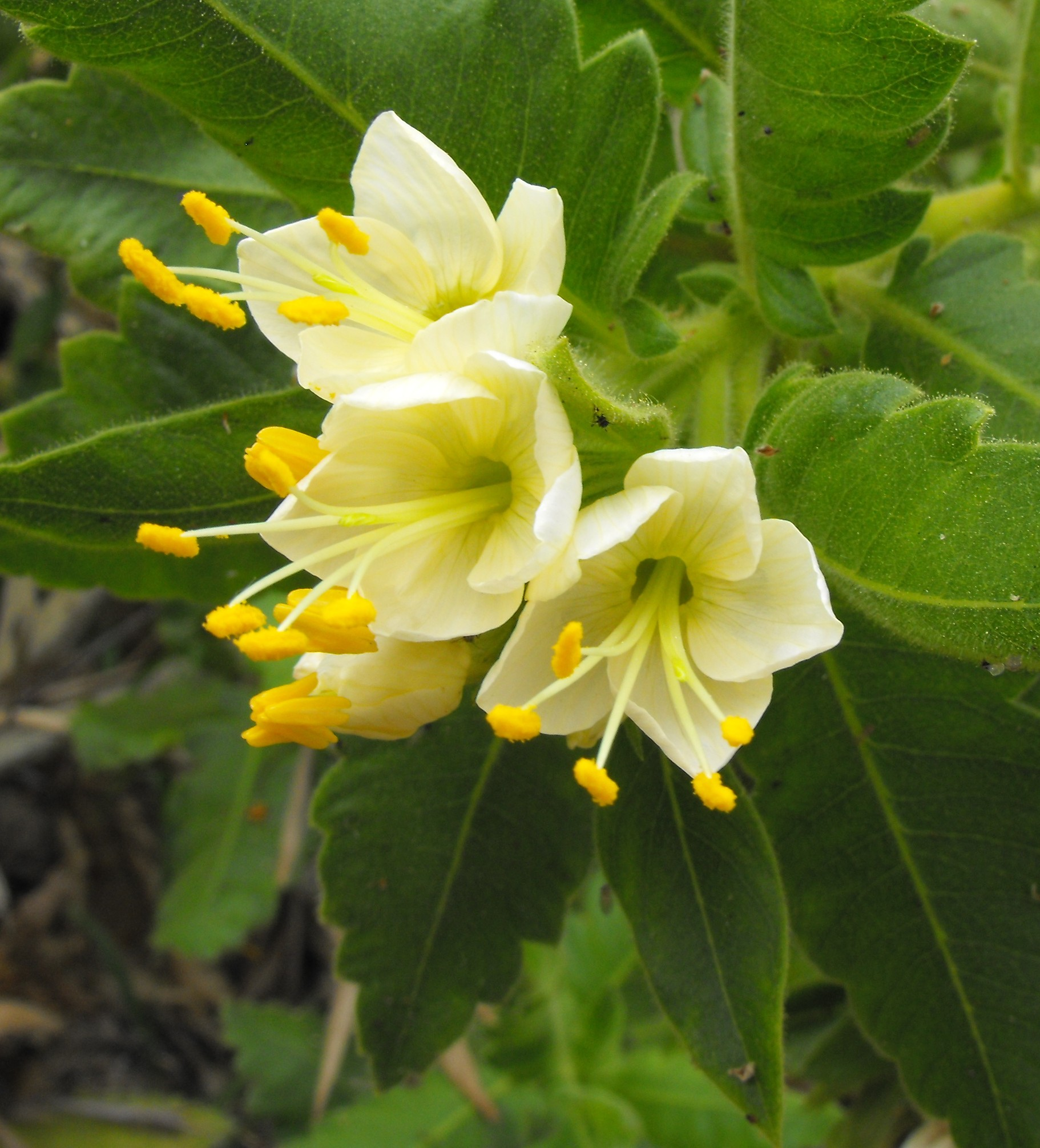